# Sula variegata
La sula del Perù (Sula variegata Tschudi, 1843) è un uccello della famiglia dei Sulidi endemico della Corrente di Humboldt, la cui distribuzione è ristretta alle coste occidentali del Sudamerica, da Punta Pariñas (4,6° S), in Perù, a Concepción, in Cile (Harrison, 1988). È la seconda specie di uccello marino più numerosa delle coste peruviane, oltre che la seconda più importante produttrice di guano. Durante la metà del XX secolo, la popolazione di sule del Perù raggiungeva i 3 milioni di esemplari (Tovar et al., 1987).

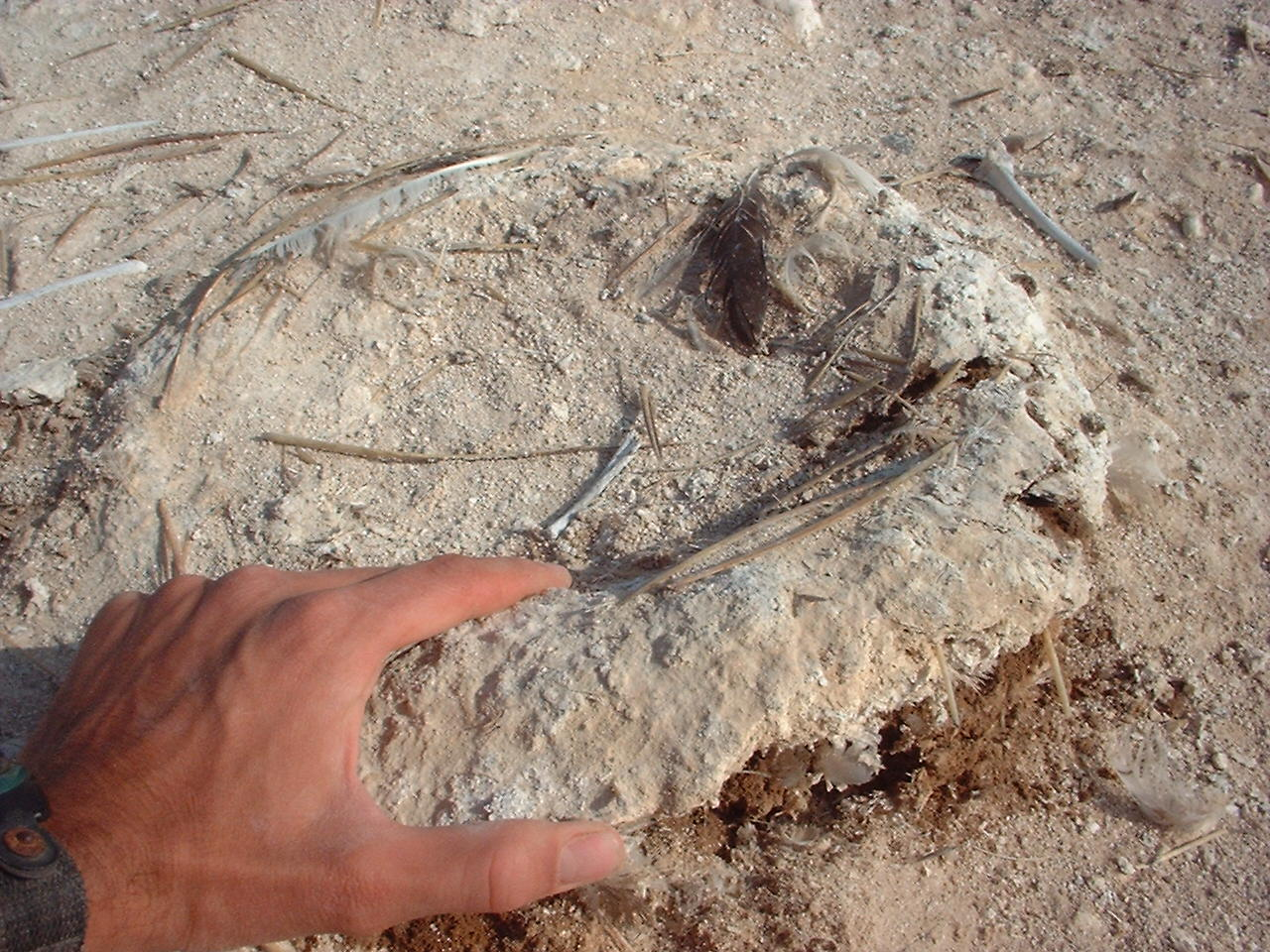
Il nido della sula del Perù è fatto di guano.

Dopo il Niño del 1982-83, rimasero meno di 200.000 esemplari. A partire dal 1984, comunque, la popolazione aumentò di nuovo, tanto che nel 1996 aveva già superato i 2,6 milioni di individui. Il Niño del 1997-98, tuttavia, iniziò dopo che la maggior parte delle sule aveva già terminato la stagione riproduttiva e provocò una migrazione di questi uccelli verso sud. Per questo motivo, in Perù il numero di sule diminuì durante il 1997 di circa l'87,1%; ciononostante, solo pochi esemplari furono trovati morti lungo le coste.

## Riproduzione
La sula del Perù si riproduce in ogni periodo dell'anno. Comunque, la maggior parte delle coppie nidifica nel corso della primavera-estate australe (da settembre a marzo) e, se il cibo è abbondante, quasi tutte cercano di riprodursi una seconda volta durante lo stesso anno. Ciascuna covata è composta da uno a quattro uova, solitamente due o tre, di colore azzurro chiaro. Queste vengono covate da entrambi i genitori per circa 4-5 settimane. I pulcini imparano a volare dopo 3 mesi dalla schiusa. Il successo della riproduzione dipende dalla disponibilità di cibo ed è strettamente collegata al sito di nidificazione, alle dimensioni della colonia e al periodo dell'anno.